# Рибін Олександр Миколайович
Олександр Миколайович Рибін (нар. 12 червня 1948, село Первомайське, тепер Новоазовського району Донецької області) — український діяч, директор державного племінного заводу імені Рози Люксембург Новоазовського району Донецької області. Народний депутат України 1-го скликання (у 1991—1994 роках).

## Біографія
Народився у селянській родині.
У 1966—1967 роках — водій радгоспу «Приморський» Новоазовського району Донецької області.
У 1967—1969 роках — служба в Радянській армії.
У 1969—1972 роках — учень Кіровоградського сільськогосподарського технікуму.
У 1972—1979 роках — агроном-насінник, секретар парткому радгоспу «Приморський» Новоазовського району Донецької області.
Член КПРС з 1975 до 1991 року.
У 1979—1980 роках — заступник голови правління колгоспу «Перемога» Новоазовського району Донецької області.
Закінчив Луганський сільськогосподарський інститут, вчений агроном.
У 1980—1986 роках — директор радгоспу «Саханка» Новоазовського району Донецької області.
З 1986 року — директор державного племінного заводу імені Рози Люксембург Новоазовського району Донецької області.
20.01.1991 року обраний народним депутатом України, 2-й тур, 48,5 % голосів, 6 претендентів. Входив до групи «Земля і воля». Член Комісії ВР України з питань агропромислового комплексу.
З 1995 року — на пенсії, інвалід II групи.